# Championnats d'Espagne de tennis de table
Les Championnats d'Espagne de tennis de table, comprennent des championnats nationaux individuels qui se déroulent chaque année depuis 1943  organisées par la Fédération royale espagnole de tennis de table (RSTTF) et un championnat par équipes appelé la Superdivision, qui est la plus haute compétition interclubs d'Espagne. 

## Championnats nationaux individuels

### Histoire
La compétition a lieu chaque année depuis 1943, à l'exception de 1945, 1947 et 1950. Le premier tournoi s'est déroulé dans le cadre luxueux du Frontón Condal, grâce à l'initiative de M. José Rigau, président de la Fédération catalane-baléare de pelote basque, qui a honoré l'événement de sa présence, accompagné du président de la Fédération espagnole de tennis de table, M. Andrés Arch, et d'autres officiels chaleureusement accueillis à leur arrivée dans la loge présidentielle. Les médailles sont décernées en simple et en double masculin et féminin, ainsi qu'en double mixte. Les premiers champions furent le Baléare Cruz Morey, qui a battu la championne locale de Catalogne, Conchita Panadés, en finale, et le Catalan Pere Pagés.
En simple messieurs, l'athlète andalou Carlos Machado est en tête avec onze titres (2001, 2004, 2006, 2008-14, 2018), suivi de Josep Maria Palés avec neuf titres (1977, 1978, 1980, 1983, 1985-88, 1992), et de Jordi Palés (1960-62, 1968-71, 1973) et Roberto Casares (1989-91, 1993-97), chacun avec huit titres. En simple féminin, les huit titres individuels remportés par Montserrat Sanahuja (1974, 1978-85) se distinguent, suivis de sept titres chacun par Pilar Lupón (1969, 1971-73, 1976, 1977, 1980), Anna Maria Godes (1986-92) et Galia Dvorak (2002-05, 2017, 2018, 2021).

### Palmarès
| Edition | Année | Lieu                       | Simples              | Simples             | Doubles                                  | Doubles                                | Doubles                                |
| Edition | Année | Lieu                       | Messieurs            | Dames               | Messieurs                                | Dames                                  | Mixte                                  |
| ------- | ----- | -------------------------- | -------------------- | ------------------- | ---------------------------------------- | -------------------------------------- | -------------------------------------- |
| 1       | 1943  | Barcelona                  | Pagés Pere           | Morey Cruz          | Capdevila Jaime/ Petit Fraile Joan Josep | Morey Cruz/ Morey Concepción           | Capdevila Jaime/ Panadès Conxita       |
| 2       | 1944  | Barcelona                  | Dueso Alberto        | Moliné Lolita       | Capdevila Jaime/ Tarragón Joan           | Morey Cruz/ Morey Concepción           | Capdevila Jaime/ Bial Maria Teresa     |
| 3       | 1946  | Madrid                     | Dueso Alberto        | Moliné Lolita       | Dueso Alberto/ Aguerri Miguel            | Moliné Lolita/ Matheos Matilde         | Brugada Joan/ Moliné Lolita            |
| 4       | 1948  | Madrid                     | Dueso Alberto        | Moliné Lolita       | Dueso Alberto/ Ramón Josep Maria         | Moliné Lolita/ Matheos Matilde         | Bassa/ Moliné Lolita                   |
| 5       | 1949  | Barcelona                  | Dueso Alberto        | Moliné Lolita       | Aguerri Miguel/ Pérez                    | Moliné Lolita/ Matheos Matilde         | Bassa/ Moliné Lolita                   |
| 6       | 1951  | Madrid                     | Dueso Alberto        | Moliné Lolita       | Dueso Alberto/ Capdevila Jaime           | Moliné Lolita/ Matheos Matilde         | Dueso Alberto/ Moliné Lolita           |
| 7       | 1952  | Madrid                     | Gadea Carles         | Solsona Mercedes    | Capdevila Jaime/ Gadea Carles            | Solsona Mercedes/ Bas Isabel           | Capdevila Jaime/ Solsona Mercedes      |
| 8       | 1953  | Vigo                       | Ramón Josep Maria    | M.T. Grau           | Ramón Josep Maria/ Palés Jordi           | Guri Alicia/ Solsona Mercedes          | Gadea Carles/ Guri Alicia              |
| 9       | 1954  | Salamanca                  | Dueso Alberto        | Guri Alicia         | Salomó/ Salichs                          | Guri Alicia/ Solsona Mercedes          | Vidal Pilar/ Salich                    |
| 10      | 1955  |                            | Gadea Carles         | Guri Alicia         | Tarragón Joan/ Lhorman Josep             | Guri Alicia/ Solsona Mercedes          | Dueso Alberto/ Moliné Lolita           |
| 11      | 1956  |                            | Castillo Juan        | Guri Alicia         | Dueso Alberto/ Aguerri Miguel            | Guri Alicia/ Solsona Mercedes          |                                        |
| 12      | 1957  | Santander                  | Olivar Martín        | Hospital Nacha      | Palés Jordi/ Palés J.M.                  | Hospital Nacha/ Casas Carmen           |                                        |
| 13      | 1958  |                            | Dueso Alberto        | Hospital Nacha      | Ramón Josep Maria/ Olivar Martín         | Hospital Nacha/ Casas Carmen           |                                        |
| 14      | 1959  |                            | Palés J.M.           | Hospital Nacha      | Castillo Juan/ Buitrago José Luis        | Hospital Nacha/ Casas Carmen           |                                        |
| 15      | 1960  | Barcelona                  | Palés Jordi          | Hospital Nacha      | Palés Jordi/ Palés J.M.                  | Hospital Nacha/ Guri Alicia            |                                        |
| 16      | 1961  | Barcelona                  | Palés Jordi          | Hospital Nacha      | Palés Jordi/ Palés J.M.                  | Hospital Nacha/ Guri Alicia            | Ramón Josep Maria/ Hospital Nacha      |
| 17      | 1962  | Oviedo                     | Palés Jordi          | Navarro Ana María   | Ramón Josep Maria/ Huecas                | Navarro Ana María/ Nuño                | Palés/ Navarro Ana María               |
| 18      | 1963  | Barcelona                  | Ibáñez Jordi         | Hospital Nacha      | Palés Jordi/ Palés Josep María           | Navarro Ana María/ Guiamet Montserrat  | Ibáñez Jordi/ Hospital Nacha           |
| 19      | 1964  | Vigo                       | Olivar Martín        | Guiamet Montserrat  | Palés Jordi/ Palés J.M.                  | Guiamet Montserrat/ Riumbau María Rosa | Marquès Joan/ Riumbau María Rosa       |
| 20      | 1965  | Madrid                     | Olivar Martín        | Riumbau María Rosa  | Ibáñez Jordi/ Salvia Joan                | Moreu Isabel/ Recasens Margarida       | Castillo Juan/ Riumbau María Rosa      |
| 21      | 1966  | Reus                       | Ibáñez Jordi         | Moreu Isabel        | Castillo Juan/ Elorza Ramón              | Acebo M.L./ Martínez                   | Castillo Juan/ Riumbau María Rosa      |
| 22      | 1967  | Girona                     | Castillo Juan        | Foz Mercé           | Castillo Juan/ Ramón Elorza              | Moreu Isabel/ Recasens Margarida       | Palés/ Navarro Ana María               |
| 23      | 1968  | Sevilla                    | Palés Jordi          | Riumbau María Rosa  | Palés Jordi/ Fonollá Ramon               | Foz Mercé/ Foz Montserrat              | Palés J.M./ Foz Montserrat             |
| 24      | 1969  | Barcelona                  | Palés Jordi          | Lupón Pilar         | Salvia Joan/ Marquès Joan                | Foz Mercé/ Foz Montserrat              | Palés Jordi/ Foz Mercé                 |
| 25      | 1970  | Madrid                     | Palés Jordi          | Pitel Maria         | Castillo Juan/ Burgos Aurelio            | Foz Mercé/ Foz Montserrat              | Palés Jordi/ Foz Mercé                 |
| 26      | 1971  | Jerez de la Frontera       | Palés Jordi          | Lupón Pilar         | Palés J.M./ Sureda Juan                  | Acebo/ Martínez                        | Palés J.M./ Lupón Pilar                |
| 27      | 1972  | Xest                       | Olivar Martín        | Lupón Pilar         | Castillo Juan/ Burgos Aurelio            | Lupón Pilar/ Messeguer Joaquima        | Alex/ Lupón                            |
| 28      | 1973  |                            | Palés Jordi          | Lupón Pilar         | Saña Orlando/ Navarro Roberto            | Foz Mercé/ Sanahuja Montserrat         | Palés Jordi/ Foz Mercé                 |
| 29      | 1974  |                            | Feliú Josep II       | Sanahuja Montserrat | Saña Orlando/ Navarro Roberto            | Bros/ Clapés                           | Saña Orlando/                          |
| 30      | 1975  | Reus                       | Lupón José           | Uribe Lola          | Sureda Juan/ Feliú Josep II              | Sanahuja Montserrat/ Serra Elena       | Lupón José/ Lupón Pilar                |
| 31      | 1976  | Granada                    | Lupón José           | Lupón Pilar         | Sureda Juan/ Feliú Josep II              | Lupón Pilar/ Osorio Pura               | Lupón José/ Lupón Pilar                |
| 32      | 1977  | Barcelona                  | Palés Josep María    | Lupón Pilar         | Saña Orlando/ Navarro Roberto            | Sanahuja Montserrat/ Serra Elena       | Saña Orlando/ Sanahuja Montserrat      |
| 33      | 1978  |                            | Palés Josep María    | Sanahuja Montserrat | Molés Salvador/ Junyent Ramón            | Gargallo Pilar/ Fábregas               |                                        |
| 34      | 1979  | Segòvia                    | Caymel Ismael        | Sanahuja Montserrat | Palés Josep María/ Lupón José            | Sanahuja Montserrat/ Serra Elena       | Saña Orlando/ Serra Elena              |
| 35      | 1980  |                            | Palés Josep María    | Lupón Pilar         | Caymel Ismael/ Calvo Luis                | Lupón Pilar/ Gargallo Pilar            |                                        |
| 36      | 1981  | Girona                     | Caymel Ismael        | Sanahuja Montserrat | Palés Josep María/ Molés Salvador        | Sanahuja Montserrat/ Serra Elena       | Palés Josep María/ Sanahuja Montserrat |
| 37      | 1982  | Almeria                    | Sánchez David        | Sanahuja Montserrat | Sánchez David/ Quijano Manuel            | Lupón Pilar/ Gargallo Pilar            | Lupón Pilar/ Lupón                     |
| 38      | 1983  | Luarca                     | Palés Josep María    | Sanahuja Montserrat | Palés Josep María/ Molés Salvador        | Doménech Araceli/ Gargallo Pilar       |                                        |
| 39      | 1984  | Alcoi                      | Roberto Casares      | Sanahuja Montserrat | Palés Josep María/ Molés Salvador        | Sanahuja Montserrat/ Doménech Araceli  |                                        |
| 40      | 1985  | San Sebastián de los Reyes | Palés Josep María    | Sanahuja Montserrat | Palés Josep María/ Molés Salvador        | Sanahuja Montserrat/ Doménech Araceli  | Palés Josep María/ Sanahuja Montserrat |
| 41      | 1986  | Murcia                     | Palés Josep María    | Godes Ana María     | Palés Josep María/ Molés Salvador        | Godes Ana María/ Doménech Araceli      | Weisz M./ Badia                        |
| 42      | 1987  | Vinaròs                    | Palés Josep María    | Godes Ana María     | Palés Josep María/ Molés Salvador        | Weisz Mónica/ Weisz Montse             | Caymel Ismael/ Godes Ana María         |
| 43      | 1988  |                            | Palés Josep María    | Godes Ana María     | Palés Josep María/ Molés Salvador        | Godes Ana María/ Doménech Araceli      |                                        |
| 44      | 1989  | Mérida                     | Roberto Casares      | Godes Ana María     | Palés Josep María/ Molés Salvador        | Weisz Mónica/ Weisz Montse             | Palés Josep María/ Godes Ana María     |
| 45      | 1990  | Avilés                     | Roberto Casares      | Godes Ana María     | Casares Roberto/ Weisz Pere              | Weisz Mónica/ Weisz Montse             | Palés Josep María/ Godes Ana María     |
| 46      | 1991  | Narón                      | Roberto Casares      | Godes Ana María     | Casares Roberto/ Weisz Pere              | Godes Ana María/ Gauchia Gloria        | Palés Josep María/ Godes Ana María     |
| 47      | 1992  | Puerto Real                | Palés Josep María    | Godes Ana María     | Caymel Ismael/ Weisz Pere                | Godes Ana María/ Gauchia Gloria        |                                        |
| 48      | 1993  | Bagà                       | Roberto Casares      | Badía Nuria         | Caymel Ismael/ Weisz Pere                | Weisz Mónica/ Weisz Montse             |                                        |
| 49      | 1994  | Cartagena                  | Roberto Casares      | Badía Nuria         | Caymel Ismael/ Weisz Pere                | Weisz Mónica/ Weisz Montse             |                                        |
| 50      | 1995  | Granada                    | Roberto Casares      | Weisz Mónica        | Caymel Ismael/ Weisz Pere                | Weisz Mónica/ Weisz Montse             |                                        |
| 51      | 1996  | Cartagena                  | Roberto Casares      | Pérez Sara          | Carneros Afredo/ Torres Daniel           | Ylla-Catalá Marta/ Arnau Elisabet      | Torres Daniel/ Vilá Roser              |
| 52      | 1997  | Cadis                      | Roberto Casares      | Vilá Roser          | Carneros Afredo/ Torres Daniel           | Vilá Roser/ Pérez Sara                 | Sevilla Juan Bautista/ Pérez Sara      |
| 53      | 1998  | Valladolid                 | Víctor Sánchez       | Vilá Roser          | Carneros Afredo/ Torres Daniel           | Ylla-Catalá Marta/ Weisz Mónica        |                                        |
| 54      | 1999  | El Puerto de Santa María   | Carneros Afredo      | Pérez Sara          | Carneros Afredo/ Torres Daniel           | Ylla-Catalá Marta/ Vilá Roser          |                                        |
| 55      | 2000  | Burgos                     | Víctor Sánchez       | Vilá Roser          | Carneros Afredo/ Torres Daniel           | Ylla-Catalá Marta/ Arnau Elisabet      |                                        |
| 56      | 2001  | Cartagena                  | Carlos Machado       | Prades Alba         | Sánchez Víctor/ Sevilla Juan Bautista    | Prades Alba/ Ylla-Catalá Marta         |                                        |
| 57      | 2002  | Salamanca                  | Carneros Afredo      | Galia Dvorak        | Sánchez Víctor/ Sevilla Juan Bautista    | Dvorak Galia/ Ramírez Sara             | Carneros Afredo/ Panadero Gloria       |
| 58      | 2003  | Santiago de Compostela     | He Zhi Wen           | Galia Dvorak        | Carneros Afredo/ Torres Daniel           | Dvorak Galia/ Ramírez Sara             | Sánchez Víctor/ Dvorak Galia           |
| 59      | 2004  | Ceuta                      | Carlos Machado       | Galia Dvorak        | Carneros Afredo/ Torres Daniel           | Hernández Jessica/ Prades Alba         | Sánchez Víctor/ Dvorak Galia           |
| 60      | 2005  | Les Borges Blanques        | Víctor Sánchez       | Galia Dvorak        | Carneros Afredo/ Torres Daniel           | Dvorak Galia/ Ramírez Sara             | Durán Marc/ Ramírez Sara               |
| 61      | 2006  | Carthagène (Espagne)       | Carlos Machado       | Sara Ramírez        | Machado Carlos/ Machado José Luis        | Dvorak Galia/ Ramírez Sara             | Sánchez Víctor/ Ramírez Sara           |
| 62      | 2007  | Carthagène (Espagne)       | Víctor Sánchez       | Sara Ramírez        | Durán Marc/ Monzó Oriol                  | Dvorak Galia/ Ramírez Sara             | N/D                                    |
| 63      | 2008  | Burguillos                 | Carlos Machado       | Shen Yanfei         | Carneros Afredo/ Torres Daniel           | Shen Yanfei/ Zhu Fang                  | N/D                                    |
| 64      | 2009  | Collado Mediano            | Carlos Machado       | Sara Ramírez        | Carneros Afredo/ Torres Daniel           | Ramírez Sara/ Badosa Ana               | N/D                                    |
| 65      | 2010  | Antequera                  | Carlos Machado       | Zhu Fang            | Álvaro Robles/ Díez Endika               | Dvorak Galia/ Zhu Fang                 | N/D                                    |
| 66      | 2011  | Almería                    | Carlos Machado       | Shen Yanfei         | Durán Marc/ Monzó Oriol                  | Shen Yanfei/ Zhu Fang                  | N/D                                    |
| 67      | 2012  | Almería                    | Carlos Machado       | Sara Ramírez        | Álvaro Robles/ Díez Endika               | Dvorak Galia/ Ramírez Sara             | N/D                                    |
| 68      | 2013  | Pontevedra                 | Carlos Machado       | Sara Ramírez        | Durán Marc/ Monzó Oriol                  | Ramírez Sara/ Hernández Jessica        | N/D                                    |
| 69      | 2014  | Antequera                  | Carlos Machado       | María Xiao          | Durán Marc/ Monzó Oriol                  | María Xiao/ Zhu Fang                   | N/D                                    |
| 70      | 2015  | Antequera                  | Marc Durán           | María Xiao          | Durán Marc/ Monzó Oriol                  | Ramírez Laura/ Bonilla Raquel          | N/D                                    |
| 71      | 2016  | Blanes                     | Jesús Cantero        | María Xiao          | Durán Marc/ Monzó Oriol                  | María Xiao/ Ramírez Sara               | N/D                                    |
| 72      | 2017  | Almería                    | Álvaro Robles        | Galia Dvorak        | Álvaro Robles/ Díez Endika               | María Xiao/ Ramírez Sara               | N/D                                    |
| 73      | 2018  | Antequera                  | Carlos Machado       | Galia Dvorak        | Durán Marc/ Monzó Oriol                  | Ramírez Sara/ Bonilla Raquel           | N/D                                    |
| 74      | 2019  | Guadalajara                | Álvaro Robles        | Sofia-Xuan Zhang    | Álvaro Robles/ Díez Endika               | Zhang Sofia-Xuan/ Garcia Ana           | Caballero Carlos/ Zhang Sofia-Xuan     |
| 75      | 2020  | Benimàmet                  | Endika Díez          | Caymel Claudia      | Vilchez Miguel Ángel/ Franco Carlos      | Fernández Alba/ Ñíguez Marina          | Cantero Jesús/ Garcia Ana              |
| 76      | 2021  | Almería                    | Álvaro Robles        | Galia Dvorak        | N/D                                      | N/D                                    | N/D                                    |
| 77      | 2022  | Santander                  | Marc Durán           | Sofia-Xuan Zhang    | Durán Marc/ Monzó Oriol                  | Cristóbal Ainhoa/ Sastre Eugenia       | Cantero Jesus/ María Xiao              |
| 78      | 2023  | Jaén                       | Marc Durán           | Natalya Prosvirnina | Vilchez Miguel Ángel/ Franco Carlos      | Cristóbal Ainhoa/ Sastre Eugenia       | Cantero Jesus/ María Xiao              |
| 79      | 2024  | Tarragona                  | Rafael De Las Heras  | María Xiao          | Gainza Álvaro/ Pérez Juan                | Galonja Marija/ Prosvirnina Natalya    | Pérez Juan/ Riera Jana                 |
| 80      | 2025  | Tarragona                  | Miguel Ángel Vílchez | María Xiao          | Núñez Miguel/ Lillo Alberto              | Zhang Sofia-Xuan / Berzosa Maria       | Berzosa Daniel / Berzosa Maria         |

### Tableau des médailles

#### Champions d'Espagne en Simples (au moins 3 titres)
| NN | Messieurs         | Messieurs | Messieurs | NN | Dames               | Dames | Dames  |
| NN | Nom               | Or        | Argent    | NN | Nom                 | Or    | Argent |
| -- | ----------------- | --------- | --------- | -- | ------------------- | ----- | ------ |
| 1  | Machado Carlos    | 11        | 4         | 1  | Sanahuja Montserrat | 8     | 3      |
| 2  | Casares Roberto   | 9         | 5         | 2  | Lupón Pilar         | 7     | 6      |
| 3  | Palés Josep María | 9         | 4         | 3  | Dvorak Galia        | 7     | 4      |
| 4  | Palés Jordi       | 8         | 2         | 4  | Godes Ana María     | 7     | 1      |
| 5  | Dueso Alberto     | 7         | 1         | 5  | Hospital Nacha      | 6     | 1      |
| 6  | Sánchez Víctor    | 4         | 1         | 6  | Ramírez Sara        | 5     | 6      |
| 7  | Durán Marc        | 3         | 7         | 7  | Moliné Lolita       | 5     | 0      |
| 8  | Olivar Martín     | 3         | 6         | 8  | María Xiao          | 5     | 0      |
| 9  | Castillo Juan     | 3         | 4         | 9  | Guri Alicia         | 3     | 3      |
| 10 | Álvaro Robles     | 3         | 0         | 10 | Vilá Roser          | 3     | 1      |

#### Champions d'Espagne en Doubles (au moins 5 titres)
| NN | Messieurs         | Messieurs | NN | Dames               | Dames  |
| NN | Nom               | Titles    | NN | Nom                 | Titles |
| -- | ----------------- | --------- | -- | ------------------- | ------ |
| 1  | Carneros Afredo   | 10        | 1  | Ramírez Sara        | 11     |
| 2  | Torres Daniel     | 10        | 2  | Dvorak Galia        | 7      |
| 3  | Palés Josep María | 9         | 3  | Sanahuja Montserrat | 7      |
| 4  | Molés Salvador    | 9         | 4  | Weisz Mónica        | 6      |
| 5  | Durán Marc        | 8         | 5  | Weisz Montse        | 6      |
| 6  | Monzó Oriol       | 8         | 6  | Guri Alicia         | 6      |
| 7  | Palés Jordi       | 7         | 7  | Solsona Mercedes    | 5      |
| 8  | Palés J.M.        | 6         | 8  | Hospital Nacha      | 5      |
| 9  | Weisz Pere        | 6         | 9  | Doménech Araceli    | 5      |
| 10 | Castillo Juan     | 5         | 10 | Ylla-Catalá Marta   | 5      |

## Championnat par équipes
Disputée annuellement, elle confronte les meilleurs clubs espagnols dans les championnats féminin et masculin. 
Les champions 2021 sont le Cajasur Priego TM chez les hommes et le Girbau Vic TT chez les femmes. Dans l'histoire, le CTM Cajagranada est le club le plus titré du championnat masculin avec 23 titres remportés en 24 ans jusqu'en 2009 tandis que le UCAM Carthagène à remporter son 20e titre national en 2020, record absolu de la ligue féminine dépassant le CTM Barcino et ses 19 titres.

### Palmarès
| Année | Hommes                      | Femmes                    | Coupe du Roi           | Coupe de la Reine                      |
| ----- | --------------------------- | ------------------------- | ---------------------- | -------------------------------------- |
| 2025, | Real Cajasur Priego TM (10) |                           | Real Cajasur Priego TM | Real Cajasur Priego TM                 |
| 2024  | Real CajaSur Priego TM (9)  | UCAM Cartagena TM (22)    | Real CajaSur Priego TM | UCAM Cartagena TM                      |
| 2023  | Cajasur Priego TM (8)       | UCAM Cartagena TM (21)    | ASISA Borges Vall      | Museo de la Almendra Francisco Morales |
| 2022  | DKV Borges Vall (2)         | CTT Technigen Linares (1) |                        |                                        |
| 2021  | Cajasur Priego TM (7)       | Girbau Vic TT (4)         |                        |                                        |
| 2020  | Cajasur Priego TM (6)       | UCAM Cartagena TM (20)    |                        |                                        |
| 2019  | Cajasur Priego TM (5)       | UCAM Cartagena TM (19)    |                        |                                        |
| 2018  | Cajasur Priego TM (4)       | Girbau Vic TT (3)         |                        |                                        |
| 2017  | UCAM Cartagena TM (3)       | UCAM Cartagena TM (18)    |                        |                                        |
| 2016  | UCAM Cartagena TM (2)       | CTT Balaguer Villart (1)  |                        |                                        |
| 2015  | UCAM Cartagena TM (1)       | UCAM Cartagena TM (17)    |                        |                                        |
| 2014  | Cajasur Priego TM (3)       | UCAM Cartagena TM (16)    |                        |                                        |
| 2013  | Cajasur Priego TM (2)       | UCAM Cartagena TM (15)    |                        |                                        |
| 2012  | Cajasur Priego TM (1)       | UCAM Cartagena TM (14)    |                        |                                        |
| 2011  | DKV Borges Vall (1)         | UCAM Cartagena TM (13)    |                        |                                        |
| 2010  | TTC San Sebastian (1)       | UCAM Cartagena TM (12)    |                        |                                        |
| 2009  | CTM Cajagranada (23)        | UCAM Cartagena TM (11)    |                        |                                        |
| 2008  | CTM Cajagranada (22)        | UCAM Cartagena TM (10)    |                        |                                        |
| 2007  | CTM Cajagranada (21)        | Fotoprix Vic TT (2)       |                        |                                        |
| 2006  | CTM Cajagranada (20)        | CN Mataro (2)             |                        |                                        |
| 2005  | CTM Cajagranada (19)        | UCAM Cartagena TM (9)     |                        |                                        |
| 2004  | CTM Cajagranada (18)        | CN Mataro (1)             |                        |                                        |
| 2003  | CTM Cajagranada (17)        | UCAM Cartagena TM (8)     |                        |                                        |
| 2002  | CTM Cajagranada (16)        | UCAM Cartagena TM (7)     |                        |                                        |
| 2001  | CTM Cajagranada (15)        | UCAM Cartagena TM (6)     |                        |                                        |
| 2000  | CTM Cajagranada (14)        | UCAM Cartagena TM (5)     |                        |                                        |
| 1999  | CTM Cajagranada (13)        | UCAM Cartagena TM (4)     |                        |                                        |
| 1998  | CTM Cajagranada (12)        | Fotoprix Vic TT (1)       |                        |                                        |
| 1997  | CTM Cajagranada (11)        | UCAM Cartagena TM (3)     |                        |                                        |
| 1996  | CTM Cajagranada (10)        | TT Baga (2)               |                        |                                        |
| 1995  | CTM Cajagranada (9)         | TT Baga (1)               |                        |                                        |
| 1994  | CTM Cajagranada (8)         | UCAM Cartagena TM (2)     |                        |                                        |
| 1993  | CTM Cajagranada (7)         | Suris Callela (1)         |                        |                                        |
| 1992  | CTM Cajagranada (6)         | UCAM Cartagena TM (1)     |                        |                                        |
| 1991  | CTM Cajagranada (5)         | EPIC CDC Terrassa (3)     |                        |                                        |
| 1990  | Avila Rojas (1)             | EPIC CDC Terrassa (2)     |                        |                                        |
| 1989  | CTM Cajagranada (4)         | Club Siete a Nueve TM (8) |                        |                                        |
| 1988  | CTM Cajagranada (3)         | Club Siete a Nueve TM (7) |                        |                                        |
| 1987  | CTM Cajagranada (2)         | EPIC CDC Terrassa (1)     |                        |                                        |
| 1986  | CTM Cajagranada (1)         | Club Siete a Nueve TM (6) |                        |                                        |
| 1985  | Club Siete a Nueve TM (15)  | Club Siete a Nueve TM (5) |                        |                                        |
| 1984  | Club Siete a Nueve TM (14)  | Club Tenis Barcino (19)   |                        |                                        |
| 1983  | Club Siete a Nueve TM (13)  | Club Tenis Barcino (18)   |                        |                                        |
| 1982  | Club Siete a Nueve TM (12)  | Club Siete a Nueve TM (4) |                        |                                        |
| 1981  | Penya Solera (1)            | Club Tenis Barcino (17)   |                        |                                        |
| 1980  | Club Tenis Barcino (6)      | Club Tenis Barcino (16)   |                        |                                        |
| 1979  | Club Siete a Nueve TM (11)  | Club Siete a Nueve TM (3) |                        |                                        |
| 1978  | Club Siete a Nueve TM (10)  | Club 21                   |                        |                                        |
| 1977  | Club 21                     | Club Tenis Barcino (15)   |                        |                                        |
| 1976  | Club Siete a Nueve TM (9)   | Club Tenis Barcino (14)   |                        |                                        |
| 1975  | Club Siete a Nueve TM (8)   | Real Madrid TM            |                        |                                        |
| 1974  | Club Siete a Nueve TM (7)   | Club Siete a Nueve TM (2) |                        |                                        |
| 1973  | Club Tenis Barcino (5)      | Club Tenis Barcino (13)   |                        |                                        |
| 1972  | Club Mayda (7)              | Club Tenis Barcino (12)   |                        |                                        |
| 1971  | Club Mayda (6)              | Club Tenis Barcino (11)   |                        |                                        |
| 1970  | Club Mayda (5)              | -                         |                        |                                        |
| 1969  | Club Mayda (4)              | Grup Barna TM             |                        |                                        |
| 1968  | Club Ariel (2)              | -                         |                        |                                        |
| 1967  | Club Mayda (3)              | Club Tenis Barcino (10)   |                        |                                        |
| 1966  | Club Mayda (2)              | -                         |                        |                                        |
| 1965  | Club Mayda (1)              | Club Ariel (1)            |                        |                                        |
| 1964  | Club Siete a Nueve TM (6)   | Club Tenis Barcino (9)    |                        |                                        |
| 1963  | Club Siete a Nueve TM (5)   | Club Tenis Barcino (8)    |                        |                                        |
| 1962  | Club Tenis Barcino (4)      | Club Siete a Nueve TM (1) |                        |                                        |
| 1961  | PPC Tivoli (6)              | Club Tenis Barcino (7)    |                        |                                        |
| 1960  | Club Tenis Barcino (3)      | Club Tenis Barcino (6)    |                        |                                        |
| 1959  | Club Tenis Barcino (2)      | Club Tenis Barcino (5)    |                        |                                        |
| 1958  | Club Tenis Barcino (1)      | Club Tenis Barcino (4)    |                        |                                        |
| 1957  | Club Esportiu Oasis         | Club Tenis Barcino (3)    |                        |                                        |
| 1956  | -                           | Club Tenis Barcino (2)    |                        |                                        |
| 1955  | Club Siete a Nueve TM (4)   | Club Tenis Barcino (1)    |                        |                                        |
| 1954  | PPC Tivoli (5)              | Club Mayda (2)            |                        |                                        |
| 1953  | Club Siete a Nueve TM (3)   | Club Mayda (1)            |                        |                                        |
| 1952  | Club Ariel (1)              | Club Ariel (1)            |                        |                                        |
| 1951  | PPC Tivoli (4)              | -                         |                        |                                        |
| 1949  | Club Siete a Nueve TM (2)   | Tennis Sant Gervasi       |                        |                                        |
| 1948  | PPC Tivoli (3)              | -                         |                        |                                        |
| 1946  | PPC Tivoli (2)              | -                         |                        |                                        |
| 1944  | Club Siete a Nueve TM (1)   | CPP Palma                 |                        |                                        |
| 1943  | PPC Tivoli (1)              | PPC Tivoli (1)            |                        |                                        |